# 佐敦·歐內斯特·巴勒斯
佐敦·歐內斯特·巴勒斯（英語：Jordan Ernest Burroughs，1988年7月8日—），美国摔跤运动员。2011年世界摔跤锦标赛获得男子自由式74公斤級冠军。夺得2012年夏季奧林匹克運動會摔跤比賽－男子自由式74公斤級金牌。